# Фрост, Лоуренс
Лоуренс Хью Фрост (англ. Laurence Hugh Frost; 1902—1977) — американский военный деятель, вице-адмирал, директор Агентства национальной безопасности США (1960—1962).

## Биография
Окончил Военно-морскую академию США в 1926 и в 1920-х и 1930-х служил на различных судах и военно-морских базах. Во время Второй мировой войны служил на эскадренном миноносце «Грир», который был атакован немецкой подводной лодкой 4 сентября 1941, за три месяца до официального вступления США в войну.
После Второй мировой войны получил назначение в разведку ВМФ, командовал крейсером «Манчестер» во время Корейской войны. В 1952 был начальником штаба Первого флота США. В 1955—1956 командовал одной из флотилий Атлантического флота, с 1956 по 1960 — директор военно-морской разведки. В ноябре 1960 стал директором Агентства национальной безопасности года в чине вице-адмирала и занимал этот пост до июня 1962 года. На время его руководства АНБ приходится начало космической гонки, Фрост принимал участие в разработке программ по использованию разведывательных спутников, таких, как программа ELINT (Electronic signals intelligence). В целях повышения эффективности работы АНБ вскоре после своего назначения Фрост назначил Роберта Ф. Рейнхарта председателем Научно-консультативного совета АНБ.
В 1962 Фрост был освобожден от должности руководителя АНБ и вышел в отставку в 1964.
Его работы хранятся в Морском Историческом центре в Вашингтоне. По состоянию на 2004 часть его личного архива остается закрытой.